# WKS 47 pp Biała Podlaska
WKS 47 pp Biała Podlaska – polski klub piłkarski z siedzibą w mieście Biała Podlaska, działający w latach 1946–1949.

## Historia
Chronologia nazw:
- 1946: W.K.S. [Wojskowy Klub Sportowy] 47 pp [Pułku Piechoty] Biała Podlaska
- 1949: klub rozwiązano

Wojskowy Klub Sportowy przy 47 pp (47 Pułku Piechoty), w skrócie WKS 47 pp, został założony w Białej Podlaskiej w połowie 1946 roku po przeniesieniu garnizonu wojskowego na postój stały w koszarach przy ulicy Warszawskiej. Siedziba klubu mieściła się przy ul. Warszawskiej 12. Tak wiec dokładnie na terenie przedwojennego WKS 34 pp po wojnie funkcjonował WKS 47 pp. 
Zespół w lalach 1947-1948 występował w rozgrywkach Klasy B prowadzonych przez Podlaski Autonomiczny Podokręg Piłki Nożnej w Siedlcach,  a po zakończeniu rozgrywek z pierwszego półrocza 1948 roku uzyskał awans do Klasy A. Pod koniec października 1948 roku zarząd PAPPN podjął decyzję o przejściu na system rozgrywek jesień-wiosna. Ale drużyna wojskowa nie dokończyła rozgrywek ligowych sezonu 1948/49, gdyż w lipcu 1949 roku klub został rozwiązany.

## Barwy klubowe, strój, herb, hymn
|  |  |

Klub ma barwy żółto-niebieskie. Piłkarze domowe spotkania zazwyczaj grali w żółto-niebieskich strojach.

## Sukcesy

### Trofea międzynarodowe
Nie uczestniczył w rozgrywkach europejskich (stan na 31-05-2024).

### Trofea krajowe
| \| \| Zdobyte trofea w rozgrywkach Polski (stan na: 31-05-2024) \| |                                                           |      |                     |
| Rozgrywki                                                          | Osiągnięcie                                               | Razy | Sezon(y)            |
| Mistrzostwo                                                        | I miejsce                                                 | 0    |                     |
| Mistrzostwo                                                        | II miejsce                                                | 0    |                     |
| Mistrzostwo                                                        | III miejsce                                               | 0    |                     |
| Puchar                                                             | zdobywca                                                  | 0    |                     |
| Puchar                                                             | finalista                                                 | 0    |                     |
| II liga                                                            | I miejsce                                                 | 0    |                     |
| II liga                                                            | II miejsce                                                | 0    |                     |
| II liga                                                            | III miejsce                                               | 0    |                     |
| II liga                                                            | 5.miejsce                                                 | 1    | 1948/49 (gr.Brześć) |
| Polska                                                             | Zdobyte trofea w rozgrywkach Polski (stan na: 31-05-2024) |      |                     |

## Poszczególne sezony

### Rozgrywki międzynarodowe

#### Europejskie puchary
Klub nie uczestniczył w rozgrywkach europejskich.

### Rozgrywki krajowe
| \| Polska \| Bilans występów klubu w rozgrywkach piłkarskich Polski (Stan na 31 maja 2024 r.) \| \| |                                                                                  |        |       |   |   |   |    |    |     |           |        |        |      |
| Poziom                                                                                              | Rozgrywki                                                                        | Sezony | Mecze | Z | R | P | B+ | B– | Pkt | Lata      | Awanse | Spadki | Naj. |
| I                                                                                                   | Liga                                                                             | 0      |       |   |   |   |    |    |     |           |        |        |      |
| II                                                                                                  | Klasa A / Liga Okręgowa                                                          | 1      |       |   |   |   |    |    |     | 1948/49   | 0      | 0      | 5    |
| III                                                                                                 | Klasa B / Klasa A                                                                | 2      |       |   |   |   |    |    |     | 1947–1948 | 1      | 0      | 1    |
| IV                                                                                                  | III liga / Klasa C / Klasa B                                                     | 0      |       |   |   |   |    |    |     |           |        |        |      |
| | Puchar Polski                                                                    | 0      |       |   |   |   |    |    |     |           |        |        |      |
| Polska                                                                                              | Bilans występów klubu w rozgrywkach piłkarskich Polski (Stan na 31 maja 2024 r.) |        |       |   |   |   |    |    |     |           |        |        |      |

## Struktura klubu

### Stadion
Drużyna rozgrywała swoje mecze domowe w Białej Podlaskiejie na stadionie im. Wojska Polskiego przy ul. Warszawskiej.

## Kibice i rywalizacja z innymi klubami

### Derby
- KS Lot Biała Podlaska
- WKS 22 pp Siedlce
- ŻKS Makkabi Biała Podlaska